# کشتار دبیرستان کلمباین
کشتار دبیرستان کلمباین (به انگلیسی: Columbine High School massacre) یک رویداد تیراندازی در مدارس بود که در ۲۰ آوریل ۱۹۹۹ در دبیرستان کلمباین، واقع در کلمباین که یک منطقه غیرصنعتی در جفرسون کانتی ایالت کلرادو است، اتفاق افتاد. علاوه بر تیراندازی، حمله‌های پیچیده و به شدت برنامه‌ریزی شده شامل یک بمب آتش‌زا برای منحرف کردن آتش‌نشانان، مخزن‌های پروپان تبدیل شده به بمب که در کافه تریا قرار داده شده بود، ۹۹ عدد مواد منفجره و بمب‌های جای‌گذاری شده در اتومبیل، صورت گرفته بود. دو دانش‌آموز دبیرستانی، اریک هریس و دیلن کلبولد، در نهایت ۱۲ دانش‌آموز و یک معلم را به قتل رساندند. آن‌ها ۲۴ دانش‌آموز دیگر را زخمی کردند که سه نفر از آن افراد، زمانی زخمی شدند که در حال فرار از مدرسه بودند. اریک و دیلن، سپس اقدام به خودکشی کردند.
اگرچه انگیزه آن‌ها نامعلوم باقی‌مانده است، یادداشت‌های شخصی عاملان این کشتار، تمایل آن‌ها را به انجام کاری شبیه انفجار اکلاهماسیتی نشان می‌دهد. این حمله در روزنامه یواس‌ای تودی به عنوان «حمله انتحارانه برنامه‌ریزی شده به عنوان بمب‌گذاری تروریستی» معرفی شده است. کشتار دبیرستان کلمباین، مرگبارترین قتل‌عام انجام شده در یک ساختمان دبیرستان آمریکایی است. با توجه به تأثیر بسیار بالا، این حادثه به عنوان یکی از اولین و جدی‌ترین موارد قانون‌شکنی تیراندازی سطح بالا که تا کنون اتفاق افتاده است، مورد اشاره قرار گرفته است.
این کشتار باعث برانگیخته شدن بحث پیرامون قوانین کنترل سلاح، در دسترس بودن سلاح گرم در ایالات متحده آمریکا و خشونت مسلحانه مربوط به جوانان شد. بیشتر بحث‌ها نیز در خرده‌فرهنگ‌ها و قلدری در دبیرستان به علاوه تأثیر فیلم‌ها و بازی‌های ویدئویی خشونت‌آمیز در جامعه آمریکایی صورت گرفت. منتقدان آلبوم امینم اسلیم شیدی ال‌پی و موسیقی مریلین منسون را به عنوان یکی از پایه های این تیراندازی یاد میکنند. تیراندازی منجر به تأکیدی مضاعف بر امنیت مدارس، هراس از خرده‌فرهنگ گوت، رانده شدگان اجتماعی، فرهنگ تفنگ، استفاده از داروهای ضد افسردگی توسط نوجوانان، استفاده نوجوانان از اینترنت و بازی‌های ویدئویی خشن شد.
در سال ۲۰۰۲ مایکل مور با ساختن فیلمی مستند به نام بولینگ برای کلمباین با اشاره به ماجرای تیراندازی در این مدرسه، به نقد آزادی حمل سلاح در آمریکا پرداخت. این فیلم در سال ۲۰۰۳ برندهٔ جایزهٔ بهترین فیلم مستند اسکار شد.

## فعالیت‌های مقدماتی و هدف
در سال ۱۹۹۶ اریک هریس یک وب سایت شخصی در ای‌اوال ایجاد کرده بود. هریس این وب سایت را در ابتدا به منظور سرور مرحله‌های بازی کامپیوتری «رستاخیز» با دوستش، دیلن کلبولد، برای دوستانشان ایجاد کرده بودند. هریس در این وب سایت یک وب‌نوشت را شروع کرد که شامل جوک و نوشته‌های مجله کوتاه در مورد افکارش نسبت به والدین، مدرسه و دوستانش می‌شد. در پایان آن سال محتوای سایت شامل دستورالعمل‌های شرارت و همچنین نحوه ساخت مواد منفجره و مشکلاتی که او و دیلن ایجاد کرده بودند می‌شد. در اوایل سال ۱۹۹۷، مطالب وبلاگ شروع به نشان دادن اولین نشانه‌های خشم رو به رشد هریس مقابل جامعه می‌کرد. در این مدت سایت هریس چند بازدیدکننده جذب کرد و تا اواخر سال ۱۹۹۷ هیچ نگرانی ایجاد نکرد. دیلن کلبولد، آدرس سایت اریک هریس را به بروکس براون که دوست پیشین اریک بود، داد. مادر براون شکایات متعددی از اریک، با توجه به اینکه فکر می‌کرد او خطرناک باشد، در دفتر کلانتری شهرستان جفرسون کانتی تکمیل کرده بود. این وب سایت حاوی تهدیدات مرگ علیه شخص براون هم بود: کلبولد می‌دانست که اگر براون به آدرس دسترسی پیدا کند، محتوا را خواهد فهمید و به اطلاع پدر و مادر خود خواهد رساند و به احتمال زیاد مقامات نیز آگاه می‌شوند. هنگامی که والدین براون سایت را دیدند، با دفتر کلانتری شهرستان جفرسون کانتی تماس گرفتند و به بازپرس مایکل گوئرا در اینباره گفته شد. هنگامی که بازپرس سایت را دید، تهدیدات خشونت‌آمیز متعدد علیه دانش آموزان و معلمان دبیرستان کلمباین را کشف کرد. موضوعات دیگری نیز کشف شد که شامل نوشته‌های مبالغه گونه از نفرت کلی‌اش از جامعه و تمایل برای کشتن کسانی که او را اذیت کرده بودند می‌شد. هریس در سایت خود به بمب‌های لوله‌ای ساخت خودش اشاره کرده بود. علاوه بر این او به یک اسلحه و فهرست افرادی که قرار بود به آن‌ها صدمه بزند، اشاره کرده بود (او هیچ‌گونه مطلبی در مورد نقشه چگونگی حمله به اهدافش در وبلاگ پست نکرده بود). هنگامی که اریک در وب سایت خود این مطلب را که مواد منفجره در اختیار دارد نوشت، بازپرس گوئرا با نوشتن یک پیش‌نویس استشهاد، درخواست یک حکم بازرسی از خانه اریک را کرد. او هیچ‌وقت این پیش‌نویس را ارسال نکرد. استشهاد توسط دفتر کلانتری شهرستان جفرسون کانتی پنهان شد و در سپتامبر ۲۰۰۱، که آن هم نتیجه تحقیق شبکه تلویزیونی «۶۰ دقیقه» بود، نمایش داده شد.
پس از افشا شدن دربارهٔ استشهاد، یک مجموعه از تحقیقات توسط هیئت منصفه عالی دربارهٔ سرپوش گذاشتن مقامات جفرسون کانتی آغاز شد. تحقیقات نشان داد که مقامات عالی‌رتبه این شهر چند روز پس از قتل‌عام، برای بحث در مورد انتشار این استشهاد به مردم با یکدیگر ملاقات کرده بودند. تصمیم گرفته شد که به دلیل فقدان علت احتمالی محتویات استشهاد برای پشتیبانی از صدور حکم بازرسی خانه هریس توسط یک قاضی، این امر می‌تواند بهترین دلیل برای افشا نکردن استشهاد در کنفرانس خبری باشد، اگرچه صحبت‌های واقعی و اهداف بحث هرگز برای کسانی غیر از اعضای هیئت منصفه عالی، فاش نشد. پس از کنفرانس مطبوعاتی، اصل اسناد گوئرا ناپدید شد. در سپتامبر سال ۱۹۹۹، یک بازپرس اهل جفرسون کانتی، نتوانست اسنادی را که در طول تحقیق محرمانه‌اش از کامپیوترهای این شهر انجام می‌دهد، پیدا کند. تلاش دوم در اواخر سال ۲۰۰۰، پیدا شدن نسخه‌هایی از اسناد در بایگانی‌های جفرسون کانتی را دربرداشت. اسناد بازسازی و در سپتامبر ۲۰۰۱ نزد عموم مردم منتشر شدند، اما اصل مدارک هنوز مفقود هستند. تحقیقات نهایی هیئت منصفه عالی، در سپتامبر ۲۰۰۴ منتشر شد.
در ۳۰ ژانویه سال ۱۹۹۸، اریک هریس و دیلن کلبولد ابزار و تجهیزاتی را از یک ون پارک شده در نزدیکی شهر لیتلتون به سرقت بردند. هر دو جوان دستگیر شدند و به دنبال آن با شرکت در دادگاه مشترک، به ارتکاب سرقت اعتراف کردند. قاضی هر دو را برای حضور در برنامه انحراف ویژه نوجوانان محکوم کرد. هر دو پسران در کلاس‌های اجباری حضور داشتند و با افسران انحراف صحبت کردند. در یکی از کلاس‌ها به آن دو، مدیریت خشم آموزش داده می‌شد. هریس همچنین شروع به حضور در کلاس درس درمانی با حضور یک روان‌شناس کرد. کلبولد سابقه مصرف الکل داشته و با آزمایش رقیق ادرار نتوانستند مشخص کنند، اما نه او و نه هریس در هیچ کلاس سوء مصرف مواد شرکت نکردند.
در نهایت هریس و کلبولد در چند هفته اول از برنامه انحراف، به دلیل اقدامات مثبت در این برنامه آزاد شدند. به هر دو آن‌ها آزادی مشروط داده شد. مدت کوتاهی پس از جلسه دادگاه هریس و کلبولد، وبلاگ آنلاین هریس ناپدید شد. وب‌سایت او به هدف اصلی‌اش، یعنی پست کردن مراحل ایجاد شده بازی «رستاخیز» برگردانده شد. هریس شروع به نوشتن مجله کاغذی «خشم پر» کرد که در آن افکار و برنامه‌هایش را ثبت می‌کرد. در آوریل سال ۱۹۹۸، هریس به عنوان انجام بخشی از برنامه انحراف خود، نامه عذرخواهی به صاحب ون نوشت. با این حال، در همان زمان، در نوشته‌هایش در مجله خود، با خشم صاحب ون را به تمسخر گرفته و بیان کرده بود که به اعتقاد خودش حق دارد اگر چیزی را بخواهد، آن را بدزدد. هریس جلسات برنامه‌ریزی شده با روان‌شناس خود را تا چند ماه قبل از اینکه او و کلبولد مرتکب قتل‌عام دبیرستان کلمباین شوند، ادامه می‌داد.
هریس بخشی از وب‌سایت خود را برای ارسال مطالبی در مورد پیشرفت خودش و کلبولد در جمع‌آوری اسلحه‌هایشان و ساختن بمب اختصاص داد (آن‌ها به دنبال آن هر دو مورد را در حمله به دانش‌آموزان مدرسه‌شان استفاده کردند). پس از آن‌که وب‌سایت به صورت عمومی منتشر شد، ای‌اوال به‌طور دائم آن را از سرورهای خود حذف کرد.

### دارو
در یکی از جلسات برنامه‌ریزی شده اریک هریس با روان‌پزشک خود، او از افسردگی، عصبانیت و داشتن افکار خودکشی گله و شکایت کرده بود. در نتیجه، روان‌پزشک اریک برای او داروی ضد افسردگی سرترالین تجویز کرد. اریک از احساس بی‌قراری و عدم تمرکز نیز گله می‌کرد که در ماه آوریل، دکترش داروی او را به یک داروی ضد افسردگی مشابه به نام فلووکسامین تغییر داد. در زمان مرگ، هریس سطح‌های درمانی فلووکسامین در سیستم خون خود داشته است. برخی از تحلیلگران، مانند روان‌پزشک پیتر برگین، استدلال کرده‌اند که یک یا هر دو این داروها ممکن است در اقدامات هریس مؤثر بوده‌اند. برگین گفته است که عوارض جانبی این داروها شامل افزایش پرخاشگری، از دست دادن ندامت، خوددگربینی، و شیدایی می‌شود.

### دفاتر وقایع روزانه و فیلم‌ها
هریس و کلبولد بلافاصله پس از دستگیری هر دو شروع به نوشتن وقایع روزانه کردند. هر دوی آنها، مهمات و نوارهای ویدئویی‌شان را به صورت مخفی نگه می‌داشتند. دست نوشته‌هایشان، نقشه آن‌ها را برای یک بمب‌گذاری بزرگ به منظور رقابت با انفجار اکلاهماسیتی ثابت می‌کند. نوشته‌های آن‌ها شامل شرح‌های مبالغه گونه در مورد راه‌های فرار به مکزیک، ربودن یک هواپیما در فرودگاه بین‌المللی دنور و کوباندن آن به یک ساختمان در شهر نیویورک و همچنین جزئیات بیشتر در مورد این حمله برنامه‌ریزی شده بود. این دو امیدوار بودند که بعد از تنظیم کردن مواد منفجره دست‌ساز در کافه تریا در شلوغ‌ترین زمان از روز، این کار منجر به کشته شدن صدها نفر از دانش آموزان شود و آن‌ها به بازماندگان که در حال فرار از مدرسه هستند، شلیک کنند. سپس، هنگامی که خودروهای پلیس، آمبولانس، کامیون‌های آتش‌نشانی و خبرنگاران به مدرسه آمدند، بمب‌هایی را که در خودروشان کار گذاشته‌اند باید منفجر و منجر به کشته شدن این افراد و سایر پرسنل شود. اما در رویداد اصلی بمب‌های کار گذاری شده در ماشین‌هایشان، منفجر نشد.
اریک و دیلن ویدئویی دارند که ثابت می‌کند تمام مواد منفجره، مهمات و سلاح‌هایی که داشتند به‌طور غیرقانونی به دست آمده بود. در این ویدئو، آن‌ها روشی که مهمات خود را در خانه مخفی کرده‌اند و اینکه چگونه والدین خود را در مورد فعالیت‌هایشان فریب می‌دهند، نشان داده‌اند. آن‌ها صحنه‌هایی از تمرین تیراندازی در تپه‌های نزدیک شهر و مناطقی از دبیرستان که نقشه حمله به آن را کشیده بودند، ضبط کرده بودند. در ۲۰ آوریل، حدود سی دقیقه قبل از حمله، آن‌ها آخرین فیلم خود را که در آن از دوستان و خانواده خود خداحافظی و عذرخواهی می‌کنند، ساختند.

## سلاح‌های گرم

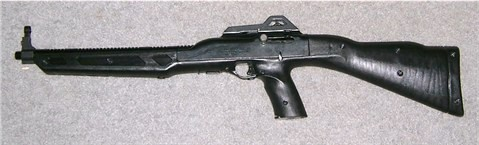
های- پوینت ۹۹۵

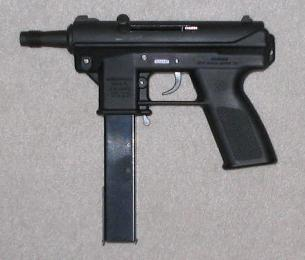
تک-۹

در ماه‌های پیش از حمله، هریس و کلبولد دو تفنگ کالیبر ۹ میلی‌متری و دو تفنگ ساچمه‌زنی گیج ۱۲ فراهم کرده بودند. در دسامبر سال ۱۹۹۸ دوست آن‌ها رابین اندرسون، یک تفنگ انفرادی و دو تفنگ ساچمه زنی از نمایشگاه اسلحه تنر، خریده بود. هریس و کلبولد از طریق دوست دیگرشان فیلیپ دوران، یک تفنگ دستی از مارک مینز به قیمت ۵۰۰ دلار خریداری کردند.
با استفاده از دستورهای موجود در اینترنت، هریس و کلبولد در مجموع ۹۹ بمب دست‌ساز در طرح‌ها و اندازه‌های مختلف ساختند. آن‌ها لوله و انتهای دستهٔ اسلحه‌های ساچمه زنی خود را به منظور استفاده راحت‌تر و پنهان شدن بهتر بریدند. آن دو تا قبل از آغاز کشتار در دبیرستان، مرتکب تخلف‌های متعدد از جمله قانون سلاح گرم ملی و قانون کنترل اسلحه مصوب سال ۱۹۶۸ شدند.
در ۲۰ آوریل سال ۱۹۹۹ (روز حادثه)، اریک هریس به یک تفنگ ساچمه‌زنی گیج ۱۲ سویج-اسپرینگفیلد ۶۷اچ (که در مجموع ۲۵ شلیک از آن اسلحه انجام داد)، و یک تفنگ کالیبر ۹ میلی‌متری های- پوینت ۹۹۵ کارباین با ۱۳ عدد خشاب ۱۰ تایی (که در مجموع ۹۶ شلیک از آن اسلحه انجام داد) مجهز شده بود.
دیلن کلبولد نیز به یک اسلحه دستی نیمه اتوماتیک کالیبر ۹ میلی‌متری تک-۹ با یک خشاب ۵۲ تایی، یک خشاب ۳۲ تایی و یک خشاب ۲۸ تایی، و یک تفنگ ساچمه‌زنی گیج ۱۲ استیونز ۳۱۱دی دو لول دارای لولهٔ بریده شده، مجهز شده بود. کلبولد در مجموع ۵۵ شلیک از اسلحه تک-۹ خود انجام داد.

## ۲۰ آوریل ۱۹۹۹: روز کشتار
صبح روز سه شنبه ۲۰ آوریل ۱۹۹۹، هریس و کلبولد یک بمب آتش زا کوچک در یک میدان در حدود سه مایلی جنوب دبیرستان کلمباین، و دو مایلی جنوب ایستگاه آتش‌نشانی قرار دادند. بمب برای منفجر شدن در ساعت ۱۱:۱۴ صبح تنظیم، و به عنوان یک انحراف به منظور جلب توجه آتش نشانان و پرسنل اورژانس و دور کردن از مدرسه در نظر گرفته شده بود. (در نهایت تنها بخشی از آن منفجر و باعث یک آتش‌سوزی کوچک که آن هم به سرعت توسط آتش‌نشانی خاموش شد، گردید)
در ساعت ۱۱:۱۰ صبح هریس و کلبولد به‌طور جداگانه وارد دبیرستان کلمباین شدند. هریس وسیله نقلیه خود را در پارکینگ دانش آموزی، در ورودی جنوبی و کلبولد ماشین خود را در مجاور پارکینگ دانش آموزان ارشد، در ورودی غربی پارک کرد. کافه تریا مدرسه، هدف‌های بمب‌گذاری شان، با درب‌ها و پنجره‌ها و دیوارهای بلند و سطح زمین آن، بین پارکینگ هریس و پارکینگ دیلن قرار داشت.
پس از آنکه خودروهای شان را پارک کردند، آن دو همدیگر را در کنار ماشین هریس ملاقات کردند و قبل از اینکه وارد کافه تریا شوند که هنگام شروع تعویض شیفت ناهار بود، خود را به دو بمب پروپان ۲۰ پوندی (۹ کیلویی) مسلح کردند. اریک و دیلن کیسه‌های لوازم و اثاثه حاوی مجموعه بمب‌ها —که برای انفجار در زمان تقریبی ۱۱:۱۷ تنظیم شده بود— را در داخل کافه تریا قرار دادند و پس از آن جداگانه به وسایل نقلیه خود بازگشتند و در آنجا منتظر انفجار شدند تا پس از انفجار، بازماندگانی را که در حال فرار از ساختمان هستند مورد شلیک قرار دهند. اگر بمب‌ها با تمام قدرت خود منفجر می‌شد، همه دانش آموزان کشته یا تمام ۴۸۸ دانش آموز در کافه تریا به شدت زخمی می‌شدند و احتمالاً سقف دبیرستان و بخشی از کتابخانه به سمت کافه تریا فرو می‌ریخت.
معاون کلانتر جفرسون کانتی، نیل گاردنر، به عنوان یک افسر تمام وقت مسلح منابع مدرسه دارای یونیفورم در دبیرستان اختصاص داده شده بود. گاردنر معمولاً ناهار را با دانش آموزان در کافه تریا می‌خورد اما در تاریخ ۲۰ آوریل او به خوردن ناهار در ماشین گشت خود در گوشه شمال غربی محوطه دانشگاه در حال تماشای دانش آموزان در جایگاه افراد سیگاری در پارک کلمنت مشغول بود. از آن جایی که یکی از سرایداران، نوار ویدئویی امنیتی مدرسه را در هنگام اتفاق تعویض کرده بود، بمب‌های قرار داده شده در کافه تریا توسط کارکنان امنیتی دبیرستان مشاهده نشده بود. کیسه‌های حاوی بمب‌ها در نوار امنیتی تازه، برای اولین بار قابل مشاهده بود، اما آن‌ها به عنوان موارد مشکوک شناخته نشدند. هیچ شاهدی نیز کیسه‌های حاوی بمب را که به ۴۰۰ کوله پشتی موجود در کافه تریا اضافه شده باشد، به یاد نمی‌آورد.
هنگامی که هریس و کلبولد به سمت ماشین‌هایشان بازمی‌گشتند، هریس با یکی از همکلاسیهایش به نام بروکس براون که سابقه اختلاف طولانی مدت با او داشت، مواجه شد. براون از دیدن هریس شگفت زده شد؛ اریک کسی بود که براون به تازگی متوجه شده بود در آزمون مهم کلاس غایب شده است. هنگامی که براون این موضوع را به او یادآور شد، اریک بی‌اعتنا به نظر می‌رسید و اینگونه اظهار نظر کرد که «دیگر مهم نیست». هریس سپس به براون توضیح داد که: «بروکس، من اکنون تو را دوست دارم. از اینجا خارج شو. به خانه برو». براون که احساس اضطراب می‌کرد، از آنجا رفت. چند دقیقه بعد، دانش آموزانی که دبیرستان را برای صرف نهار ترک می‌کردند، براون را مشاهده کردند که به سمت خیابان ساوث پیرس در حال دور شدن از مدرسه است. در همین هنگام هریس و کلبولد خود را به سلاح‌هایشان در ماشین مسلح کردند و منتظر شدند تا بمب‌ها منفجر شود.

### ۱۱:۱۹ صبح، آغاز تیراندازی
وقتی بمب‌های کافه تریا منفجر نشد، هریس و کلبولد به هم پیوستند و به سمت مدرسه راه افتادند. هر دو مسلح بودند و به سمت بالای فضای باز حرکت می‌کردند، جایی که به سطح فضای ورزشی در غرب ساختمان قرار می‌گرفتند و کتابخانه داخل ورودی غربی، درست در بالای کافه تریا قرار داشت. از جایگاه دید برتری که داشتند، ورودی غربی کافه تریا در زیر راه پله‌ها، بعد از پارکینگ دانش آموزان ارشد قرار داشت.
- ۱. راشل اسکات، ۱۷ ساله. کشته شدن به وسیله شلیک به سر، تنه و پا در کنار ورودی غربی دبیرستان.
- ۲. ریچارد کاستالدو، ۱۷ ساله. اصابت گلوله به بازو، قفسه سینه، پشت و شکم در کنار ورودی غربی دبیرستان.
- ۳.  دنیل روربو، ۱۵ ساله. کشته شدن به وسیله شلیک به قفسه سینه در انتهای راه پله غربی.
- ۴. شان گریوز، ۱۵ ساله. اصابت گلوله به پشت، پا و شکم بر روی راه پله غربی.
- ۵. لنس کرکلین، ۱۶ ساله. مجروح شدن شدید به وسیله اصابت گلوله به پا، گردن و فک بر روی راه پله غربی.
- ۶. مایکل جانسون، ۱۵ ساله. اصابت گلوله به صورت، بازو و پا در سمت غربی راه پله.
- ۷. مارک تیلور، ۱۶ ساله. اصابت گلوله به قفسه سینه، بازو و پا در سمت غربی راه پله.
- ۸. ان-ماری هک‌هالتر، ۱۷ ساله. اصابت گلوله به بازو، شکم، پشت و پای چپ در نزدیکی ورودی کافه تریا.
- ۹. برایان آندرسون، ۱۶ ساله. زخمی شدن به وسیله پرتاب شدن شیشه‌های شکسته نزدیک ورودی غربی.
- ۱۰. پتی نیلسون، ۳۵ ساله. ضربه به شانه به وسیله اصابت ترکش نزدیک ورودی غربی.
- ۱۱. استفانی مانسن، ۱۶ ساله. اصابت گلوله به قوزک پا در داخل راهروی شمالی.
- ۱۲. ویلیام دیوید سندرز، ۴۷ ساله. کشته شدن به وسیله از دست دادن خون ناشی از اصابت گلوله به گردن و پشت داخل راهروی جنوبی.

در ساعت ۱۱:۱۹ صبح، یک شاهد فریاد "برو! برو!" اریک هریس را شنیده بود، دو مرد مسلحی که تفنگ‌هایشان را از زیر پالتوهایشان کشیده و شروع به تیراندازی به دو دانش آموز ۱۷ ساله که در چمن‌های کنار ورودی غربی مدرسه نشسته بودند، می‌کنند. به راشل اسکات ۴ گلوله اصابت کرد و بلافاصله کشته شد. ریچارد کاستالدو هشت بار مورد اصابت تیر در ناحیه قفسه سینه، بازو و شکم قرار گرفت و از کمر به پایین فلج شد. این که چه کسی اولین تیر را زده یا کدام یک از آن دو راشل اسکات را کشته است، مشخص نیست.
پس از آن حادثه، بسیاری از شایعات به علت حمله و هدف قرار دادن احتمالی مسیحیان مربوط می‌شد. از جمله یک شایعه مربوط به قتل راشل اسکات ادعا می‌کرد که تیراندازان ابتدا از اسکات پرسیده بودند که آیا او به خدا معتقد است، و او را بعد از گفتن بله کشته‌اند. اف‌بی‌آی بعداً به این نتیجه رسید که این اتفاق نیفتاده است.
پس از اولین دو تیراندازی، هریس پالتو خود را درآورد و تفنگ ۹ میلی‌متری کارباین خود را به سمت سه نوجوان در راه پله غربی نشانه گرفت: دنیل روربو و شان گریوز ۱۵ ساله و لنس کرکلین ۱۶ ساله. این سه دوست در حال بالا آمدن از راه پله بودند، درست در پایین تیراندازان. بعدها لنس کرکلین گزارش داد که هریس و کلبولد را قبل از آتش گشودن در بالای راه پله دیده است که ایستاده‌اند. هر سه این نوجوانان مورد اصابت گلوله قرار گرفتند و مجروح شدند. هریس و کلبولد بازگشتند و شروع به تیراندازی در غرب، به سمت ۵ دانش آموز که روی تپه‌های چمنی مجاورشان، و در خلاف ورودی غربی نشسته بودند، کردند. مایکل جانسون ۱۵ ساله از ناحیه صورت، پا و بازو مورد اصابت گلوله قرار گرفت ولی دوید و فرار کرد؛ مارک تیلور ۱۶ ساله از ناحیه قفسه سینه، بازو و پا مورد اصابت قرار گرفت و بر روی زمین افتاد و خود را به مردن زد. سه نفر دیگر بدون اینکه زخمی‌شوند فرار کردند.
کلبولد از پله‌ها به طرف کافه تریا پایین می‌رفت. او به صورت کرکلین شلیک کرد و به شدت او را مجروح کرد. دنیل روربو و شان گریوز زمانی که توجه کلبولد و هریس به دانش آموزان روی چمن‌ها منحرف شده بود از پله‌ها پایین آمده بودند؛ شان گریوز به سمت راهرو غربی کافه تریا خزید و افتاد. کلبولد از فاصله نزدیک به سمت چپ بالای قفسه سینه دنیل روربو شلیک کرد و او را کشت، سپس از روی شان گریوز زخمی برای ورود به کافه تریا رد شد. مقامات بر این باورند که کلبولد برای بررسی بمب‌های پروپان به سمت کافه تریا رفته است. هریس به سمت چندین دانش آموز که در ورودی کافه تریا نشسته بودند، تیراندازی کرد. ان-ماری هک‌هالتر ۱۷ ساله، هنگامی که می‌خواست فرار کند مورد اصابت گلوله قرار گرفت و به شدت زخمی و در نهایت نیمه فلج شد. کلبولد از کافه تریا خارج شد و از پله‌ها برای پیوستن به هریس بالا رفت.
آن‌ها به سمت دانش آموزانی که در کنار زمین فوتبال ایستاده بودند شلیک کردند، اما هیچ‌کس مورد اصابت قرار نگرفت. اریک و دیلن به سمت ورودی غربی می‌رفتند و بمب‌های لوله‌ای پرتاب می‌کردند که تعداد بسیار کمی از آن بمب‌ها منفجر شد. معلم دبیرستان، پتی نیلسون متوجه هیاهو شد و همراه برایان آندرسون ۱۶ ساله به سمت ورودی غربی حرکت کردند. او قصد داشت به بیرون برود و به آن دو دانش آموز بگوید «تمامش کنید» چون فکر می‌کرد کلبولد و هریس در حال فیلمبرداری هستند یا دارند شوخی دانشجویی می‌کنند. هنگامی که اندرسون اولین لنگه در دوتایی را باز کرد، هریس و کلبولد به سمت پنجره تیراندازی کردند و او به وسیله پرتاب خرده‌شیشه‌ها زخمی شد، به شانه نیلسون نیز ترکش اصابت کرد. نیلسون ایستاد و به سمت سالن کتابخانه فرار کرد، به دانش آموزانی که در داخل بودند در مورد خطر هشدار می‌داد و به آن‌ها می‌گفت که به زیر میزها بروند و ساکت باشند. او با ۱-۱-۹ تماس گرفت و زیر باجه اداری کتابخانه مخفی شد. برایان آندرسون پشت سرش مانده بود و بین درب‌های داخلی و خارجی گیر کرده بود.

### ۱۱:۲۲ صبح، واکنش پلیس
در ساعت ۱۱:۲۲ نگهبان مدرسه همکارش نیل گاردنر را در بیسیم مدرسه، برای درخواست کمک در پارکینگ دانش آموزی فراخواند. تنها مسیر آسفالتی که او را به طرف مدرسه در شرق و جنوب خیابان پیرس می‌رساند، جایی بود که در ساعت ۱۱:۲۳ از بی‌سیم‌ش شنیده بود که یک زن به وسیله برخورد با ماشین کشته شده است و او فرض کرده بود که موضوع درخواست کمک همین بوده است. او چراغ‌های گردان و آژیر ماشین خود را روشن کرده بود. هنگامی که از ماشین خود در پارکینگ دانش‌آموزی در ساعت ۱۱:۲۴ پیاده شد او پیغام دیگری در بی‌سیم‌ش شنید که: «نیل، اینجا تیراندازان در دبیرستان هستند». هریس در ورودی غربی، بلافاصله به طرف گاردنر تیراندازی کرد، جایی که ۵۰ متر با او فاصله داشت. گاردنر هم با اسلحه خود شروع به تیراندازی به هریس کرد. گاردنر به دلیل اینکه عینک طبی خود را به چشم نزده بود، قادر به زدن تیراندازان نبود.
بنابراین، پنج دقیقه بعد از شروع تیراندازی، و دو دقیقه بعد از اولین تماس رادیویی با بیسیم، گاردنر به وسیله تیراندازی با این دو تیرانداز درگیر شده بود. آنجا قبل از آن دو نفر مرده و ده نفر نیز زخمی شده بودند. تا قبل از اینکه هریس به داخل ساختمان عقب‌نشینی کند، هریس ده و گاردنر چهار شلیک به سمت یکدیگر داشتند که کسی صدمه ندید. گاردنر در بیسیم پلیسش گزارش داد که: «در ساختمان تیراندازی شده است. من به یک نفر در جنوب ساختمان احتیاج دارم.»
درگیری باعث منحرف شدن هریس و کلبولد از برایان آندرسون زخمی شد. اندرسون به سمت کتابخانه فرار کرد و در داخل اتاق باز استراحت کارکنان مخفی شد. هر دو به داخل مدرسه بازگشتند و در امتداد راهرو اصلی شمالی حرکت کرده، بمب‌های لوله‌ای پرتاب می‌کردند و به هر کسی که با آن مواجه می‌شدند شلیک می‌کردند. آن‌ها به قوزک پای استفانی مانسن شلیک کردند، اگرچه او قادر بود که از مدرسه بیرون برود. هر دو به سمت پنجره‌های ورودی شرقی مدرسه شلیک می‌کردند. پس از چندین بار رفتن و آمدن در امتداد راهرو و تیراندازی —ناموفق— به سمت هر دانش آموزی که می‌دیدند، هریس و کلبولد به سمت ورودی غربی رفته و وارد راهرو کتابخانه شدند.